# Ztracená léta života v důsledku nemoci
Ztracená léta života v důsledku nemoci (z anglického DALY - Disability Adjusted Life Year) je měřítko či ukazatel míry zátěže způsobené nemocí v lidské populaci. Parametr byl vyvinut na Harvardově univerzitě na zakázku Světové banky. Hodnota jednoho DALY, dle výkladu WHO, znamená jeden ztracený rok zdravého života. Ztrátou života se zde nerozumí pouze úmrtí, ale rovněž poškození kvality života nemocí.